# Bulia bolinalis
Bulia bolinalis là một loài bướm đêm trong họ Erebidae.